# 縦深防御
縦深防御（じゅうしんぼうぎょ、英語: defence in depth, elastic defence）は、戦闘教義の1つである。縦深防御は、攻撃側の前進を防ぐのではなく、前進を遅らせることを目的とする。それにより、時間を稼ぎつつ、攻撃側の前進による占領地域の増加と引き換えに敵の犠牲者を増加させる戦略である。日本語では、深層防御（しんそうぼうぎょ）と呼ばれることもある。対義語に水際作戦がある。
この縦深防御の考え方は、非軍事的な戦略の記述においても広く使われている。この場合、日本語では、階層的防御、多層防御、多重防御などと呼ばれる（英語での表記は同一である）。

## 軍事的な意味での縦深防御
従来の防御戦略では、全ての軍事的なリソースを前線に配置していた。この場合、その前線が攻撃側に破られた場合、残りの防御側の部隊は側面を晒し、包囲され、弱い補給線を敵にさらすという危険が存在していた。これに対し、縦深防御では防御側がそのリソースを広く展開する必要がある。例えば、要塞や防御拠点、部隊は、前線とその後方に配置される。攻撃側は、防御が強固でない前線を容易に突破することができるが、前進するたびに抵抗に遭遇する。より奥まで進軍するにつれ攻撃側の側面は弱体化し、その結果、前進は停止し攻撃側は防御側に包囲される危険が生ずる。
撤退先が既に準備されている防御側は、蹂躙されたり側面をさらしたりする危険を避けつつ、前進してくる敵軍に高い犠牲を払わせることが可能である。攻撃側の前進を遅らせることで、攻撃側の奇襲効果を軽減し、防御部隊が防御の準備を行い、更に反撃を行なう時間を稼ぐことができる。縦深防御は特に、広がった防御線において、攻撃のために局所的に兵力を集中している様な攻撃側に対して効果的である。
よく計画された縦深防御では、味方部隊がお互いに支援を行い、適切な役割を果たせるように戦力を展開する。例えば、十分に訓練されていない部隊は、前線における固定防衛戦力として配置され、一方、訓練されており装備が十分な部隊は機動予備として配置される。連続した防衛線では、異なるテクノロジーや戦術を併用する場合がある。例えば、ドラゴン・ティース（道路障害物の一種）は戦車にとって障害となるが、歩兵にとっては障害とならない。一方、鉄条網はその逆の効果がある。縦深防御は、自然の地形と他の利点を防御側の可能性として最大限に活用することが可能である。
縦深防御の不利な点として、攻撃側に占領地を与える計画であるため、防御側にとっては受け入れにくいものである、という点がある。これは、重要な軍事的・経済的な拠点が前線の近くにあったり、政治的・文化的な理由から敵に領土を譲ることが受け入れられないという場合もある。
縦深防御の初期の例として、ヨーロッパにおける丘の上の砦（hill fort）や、何重もの壁で囲まれた城（concentric castle）を中心とした防衛があげられる。これらの例では、内部の防衛線にいるものは、外側の防衛線にいるものを弓矢や火器で支援する。攻撃側は多大な損害を出しつつ、各防御線を順番に破る必要がある。その一方で防御側は、再戦のために後退する選択肢が存在する。
最近の例は、第一次世界大戦での塹壕による前線であり、第二次世界大戦でのイギリスへのドイツ国防軍の侵攻「アシカ作戦」における防御である。

## 非軍事的分野での多層防御
英語ではdefense in depthは非軍事分野にも広く使用されている語である。すなわち、一部が故障しても機能し続けるフォールトトレラントシステムの意である。
また、火災予防において、defense in depth と言えば、火災を防ぐためにリソース全てを集中することではなく、火災報知機、消火器、避難計画、救出と消火設備の配置と、大きな火災に対して大量のリソースを配置する計画をたてることまで含む（日本語の「多層防御」はここまでの用例で使用しない）。

### 情報セキュリティ分野での多層防御
情報セキュリティ分野において、多層防御というものは、コンピュータの防御を出し抜いたり、危険にさらす様な行為に対する危険度を低減するために、多数のコンピュータセキュリティ技術を使用することを示す。
コンピュータ・ウイルスに対する防衛に関する例としては、個々のワークステーションにアンチウイルスソフトウェアをインストールし、ファイアウォールやサーバでもウイルスを防止するというものがある。1つのソフトから全体への問題の波及を避けるために、様々なベンダーより供給された異なるセキュリティソフトを、ネットワーク上の異なる悪意のあるコードに対して使用する場合もある。